# میبا
میبا (انگلیسی: Meyba) شرکت تجهیزات ورزشی اسپانیایی است، که در سال ۱۹۴۰ تأسیس شد.